# Círculo de Hartlib
Se denomina Círculo de Hartlib a una red de correspondencia establecida en el período 1630 a 1660, entre Samuel Hartlib y su red de relaciones. La red se extendía por Europa Occidental y Central, y era liderada por Samuel Hartlib, un hombre dedicado a la información con sede en Londres. Hartlib trabajó junto con John Dury, un personaje itinerante que abogaba por unificar a los protestantes.

## Obras del Círculo

### Estructura
J. T. Young escribió:
En esencia, era una asociación de amigos. Hartlib y Dury eran las dos figuras centrales: Comenius, a pesar de sus esfuerzos, siempre permaneció siendo más una causa que ellos apoyaban que un coordinador. En torno a ellos estaban Hübner, Haak, Pell, Moriaen, Rulise, Hotton y Appelius, posteriormente se les unen Sadler, Culpeper, Worsley, Boyle y Clodius. Pero en cuanto se intenta analizar algo más lejos del núcleo, las lineas de comunicación comienzan a bifurcarse y cruzarse, extendiéndose hacia toda la comunidad intelectual de Europa y América. Es un círculo con un centro definido pero que posee una periferia extensible hacia el infinito.
Ejemplos de esta "periferia" son John Winthrop y Balthazar Gerbier.

### Temas
- Agricultura y horticultura: Ralph Austen,[3] John Beale,[4] Robert Child,[5] Cheney Culpeper, Cressy Dymock,[6] Gabriel Plattes,[7] Adolphus Speed.[8]
- Alquimia, química, mineralogía: Robert Boyle,[9] Cheney Culpeper, Ezekiel Foxcroft,[10] John French,[11] Johann Moriaen, Gabriel Plattes.
- Matemáticas: John Pell.
- Medicina: William Rand[12]
- Pansofismo: Hartlib y Dury eran aliados cercanos de Comenius.
- Protestantismo: Sarah Hewley,[13] John Sadler, John Stoughton.[14]
- Asentamientos de Irlanda: Gerard Boate,[15] William Petty, Benjamin Worsley.

### Educación
La reforma educativa fue un tema especial y central del programa pansofista. Hartlib recopiló una lista de "asesores", y la actualizó. La misma incluía a Jeremy Collier, Dury, Thomas Horne, Marchamont Nedham, John Pell, William Rand, Christian Ravius, Israel Tonge, y Moses Wall. La planta de profesores propuesta para el Durham College fue influida por el Círculo. John Hall fue otro participante del Círculo que escribió sobre educación. Durante el período 1648–50 se publicaron numerosas obras y escritos sobre educación producto de trabajo de autores del Círculo tales como (Dury, Dymock, Hall, Cyprian Kinner, Petty, George Snell, y Worsley).
Una carta de Hartlib a John Milton disparó el tratado Of Education (1644), subtitulado Al Maestro Samuel Hartlib. Pero las ideas de Milton se apartaban de aquellas de los comenianos.

### El problema del "Colegio Invisible"
Robert Boyle en su correspondencia hace referencia en algunas oportunidades al 'Colegio Invisible'. Se han realizado esfuerzos para identificar a este grupo difuso. El entramado social no es simple, dado que los contactos de Hartlib participan en un rango de temas muy diversos.
Margery Purver concluye que el Colegio Invisible era coincidente con los promotores liderados por Hartlib, aquellos que trataban de influir sobre el Parlamento inglés el concepto de una Oficina de Dirección (Office of Address). Se ha determinado que la vida efectiva de esta idea corresponde al período 1647 a 1653, con una segunda ola en cuanto especulación sobre la sociedad ideal, luego que Comenius parte de Inglaterra.
Una idea alternativa es que el "Invisible College" podría referirse a un grupo que se reunía en el Gresham College. Sin embargo según Christopher Hill, el "Grupo de 1645" (el Club del Gresham College que fue convocado en 1645 por Theodore Haak, un adherente a Hartlib) era diferente del Colegio Invisible comeniano. Lady Ranelagh, la hermana de Boyle, tenía un salon en Londres que durante la década de 1650, era muy frecuentado por virtuosos relacionados con Hartlib.

## Proyectos

### Office of Address
Uno de los proyectos de Hartlib, era una variante de la Casa de Salomón pero que tenía una mayor exposición pública, era la "Office of Address" — Hartlib se imaginaba una oficina en cada ciudad donde las personas podrían concurrir para obtener información sobre determinados temas. Esta idea bien puede ser compatible con las ideas baconianas, y la idea de una oficina pública relacionada fue debatida durante el reinado de Jacobo I (por Arthur Gorges y Walter Cope). Pero la fuente de inspiración directa era Théophraste Renaudot y su bureau d'adresse en París. Por ejemplo, a nivel práctico, Hartlib pensaba que las personas podrían publicar allí la lista de trabajos ofrecidos — y aquellos en búsqueda de trabajo encontrarían una oportunidad allí. A un nivel más relacionado con los estudios, Hartlib quería que los académicos concentraran y compartieran su conocimiento de forma que la Oficina pudiera actuar como una forma de enciclopedia viva y en desarrollo, a la cual las personas pudieran seguir incorporando información nueva. 
La idea de la Office of address fue promovida mediante el escrito Consideraciones tendientes a la consecución feliz de la Reforma de Inglaterra en la Iglesia y el Estado (1647), un panfleto obra de Hartlib y Dury, que incluía también un ambicioso sistema de una reforma educativa asociada. En 1650 Henry Robinson, implementó en forma parcial este concepto.

### Fundación de la Royal Society
En 1660 Hartlib trabajó con John Evelyn, quien fue un destacado impulsor del objetivo y alcance de la que luego sería la Royal Society. Sin embargo Hartlib no propugnaba un modelo baconiano purista, sino un "Antilia". Este fue el nombre elegido por Johann Valentin Andreae para una organización más hermética y utópica. La propuesta, que se ajustaba a las ideas comenianas ideas más compatibles con la idea de pansofia o saber universal, fue rechazada de plano. Hartlib se estaba apoyando en un plan de Bengt Skytte, hijo de Johan Skytte nombrado caballero por Carlos I, y la propuesta se alejaba del énfasis claro de Bacon en cuanto a reformar las ciencias naturales. A pesar de algunas voces críticas, desde el comienzo la línea Hartlib-Comenius no fue incluida en el esquema de la Royal Society. Hartlib fallece poco tiempo después que se establece la Royal Society.

## Actitudes y asociaciones eclécticas
Hartlib adhería a las ideas de Francis Bacon y Comenius, pero sus antecedentes en las academias alemanas de la época le daban una visión más amplia con respecto a otros métodos y esquemas, incluidos los de Petrus Ramus, Bartholomäus Keckermann, y Jacobus Acontius. El Círculo Hartlib toleraba las ideas herméticas; el mismo Hartlib estaba interesado en los sigils y astrología. También Boyle intentó salvar la divisoria entre la química experimental y la alquimia, intentando analizar a esta última de una forma menos esotérica; sin embargo se distanció en alguna medida del grupo de Hartlib al mudase a Oxford en 1655.
Durante esta época tanto Boyle como William Petty se sintieron ataridos a otro grupo, el grupo de Oxford en torno de John Wilkins; Wilkins se convertiría en el Secretario fundador de la Royal Society.